# Saint-Bonnet-des-Bruyères
Saint-Bonnet-des-Bruyères is een gemeente in het Franse departement Rhône (regio Auvergne-Rhône-Alpes) en telt 384 inwoners (1999). De plaats maakt deel uit van het arrondissement Villefranche-sur-Saône.

## Geografie
De oppervlakte van Saint-Bonnet-des-Bruyères bedraagt 21,7 km², de bevolkingsdichtheid is 17,7 inwoners per km².
De onderstaande kaart toont de ligging van Saint-Bonnet-des-Bruyères met de belangrijkste infrastructuur en aangrenzende gemeenten.

## Demografie
Onderstaande figuur toont het verloop van het inwonertal (bron: INSEE-tellingen).